# Indore (Distrikt)
Indore (Hindi: इन्दौर ज़िला) ist ein Distrikt im indischen Bundesstaat Madhya Pradesh. Der Distrikt liegt im Westen von Madhya Pradesh. Die Distriktverwaltung befindet sich in der namensgebenden Stadt Indore.

## Geografie
Der im Westen des Bundesstaats Madhy Pradesh gelegene Distrikt grenzt im Nordwesten und Norden an den Distrikt Ujjain, im Osten an den Distrikt Dewas, im Südosten und Süden an den Distrikt Distrikt Khargone sowie im Westen an den Distrikt Dhar. Die wichtigsten Flüsse sind der Chambal, der Shipra und der Gambhir. Der Distrikt liegt in der Malwa-Hochebene. Kleine Gebiete im Süden des Distrikts liegen im Vindhyagebirge.

## Geschichte
Das Gebiet teilte die Geschicke der anderen Regionen in Nordindien und gehörte zuerst zum Sultanat von Delhi und danach zum Mogulreich. Im Jahr 1724 kam die Gegend des heutigen Distrikts unter die Herrschaft der Marathen. Die Dynastie der Holkar regierte den Fürstenstaat Indore (Staat) bis 1947. Nach dem Beitritt des Fürstenstaats zu Indien wurde es 1948 als Distrikt Indore Teil des Bundesstaates Madhya Bharat und anschließend am 1. November 1956 Teil des neu organisierten Bundesstaates Madhya Pradesh. Seit 1952 gibt es das Bistum Indore, dass aus der zuvor bestehenden Apostolischen Präfektur zum Bistum erhoben wurde.

## Bevölkerung

### Übersicht
Beim Zensus 2011 betrug die Einwohnerzahl 3.276.697.
10 Jahre zuvor waren es noch 2.465.827.
Das Geschlechterverhältnis liegt bei 928 Frauen auf 1000 Männer.
Die Alphabetisierungsrate beträgt 80,87 % (87,25 % bei Männern, 74,02 % bei Frauen).
Die Hinduisten bilden mit 83 % die größten Glaubensgruppe. 12,67 % sind Muslime 2,19 % sind Anhänger des Jainismus, 0,78 % sind Sikhs.

### Einwohnerentwicklung
In den ersten Jahrzehnten des 20. Jahrhunderts wuchs die Bevölkerung rasch an. Trotz Seuchen, Krankheiten und Hungersnöten. Seit der Unabhängigkeit Indiens hat sich die Bevölkerungszunahme beschleunigt. Während die Bevölkerung in der ersten Hälfte des 20. Jahrhunderts um rund 99 % zunahm, betrug das Wachstum in den fünfzig Jahren zwischen 1961 und 2011 335 %. Die Bevölkerungszunahme zwischen 2001 und 2011 lag bei hohen 32,88 % oder rund 811.000 Menschen. Offizielle Bevölkerungsstatistiken der heutigen Gebiete sind seit 1901 bekannt und veröffentlicht.
| Jahr      | 1901    | 1911    | 1921    | 1931    | 1941    | 1951    | 1961    | 1971      | 1981      | 1991      |
| Einwohner | 302.057 | 272.396 | 338.992 | 380.889 | 454.541 | 601.035 | 753.594 | 1.025.150 | 1.409.473 | 1.835.915 |

### Bedeutende Orte
Im Distrikt gibt es 24 Orte, die als Städte (towns und census towns) gelten. Deshalb ist der Anteil der städtischen Bevölkerung im Distrikt recht hoch. Denn 2.427.709 der 3.276.697 Einwohner oder 74,09 % leben in städtischen Gebieten. Die bei weitem größte Stadt des Distrikts ist der Hauptort Indore mit 1.994.397 Einwohnern (60,87 % der Distriktsbevölkerung). Die bedeutendsten Städte des Distrikts neben Indore sind:

### Volksgruppen
In Indien teilt man die Bevölkerung in die drei Kategorien general population, scheduled castes und scheduled tribes ein. Die scheduled castes (anerkannte Kasten) mit (2011) 545.239 Menschen (16,64 Prozent der Bevölkerung) werden heutzutage Dalit genannt (früher auch abschätzig Unberührbare betitelt). Die scheduled tribes sind die anerkannten Stammesgemeinschaften mit (2011) 217.679 Menschen (6,64 Prozent der Bevölkerung), die sich selber als Adivasi bezeichnen. Zu ihnen gehören in Madhya Pradesh 46 Volksgruppen. Mehr als 5000 Angehörige zählen die Bhil (195.663 Personen oder 5,97 % der Distriktsbevölkerung) und Gond (6173 Personen oder 0,19 % der Distriktsbevölkerung).

## Verwaltungsgliederung
Der Distrikt ist in die zehn Tehsils Bicholi Hapsi, Depalpur, Dr. Ambedkar Nagar (früher Mhow), Hatod, Juni Indore, Kanadia, Khudel, Malharganj, Rau und Sanwer gegliedert. Im Jahr 2011 gab es (laut District Census Hand Book) vier Stadtverwaltungen und 335 Dorfverwaltungen (Gram Panchayat) für die 24 Städte und 614 bewohnten Dörfer.